# Stanfour
Stanfour é uma banda de pop rock alemã, formada em 2004. A banda foi fundada na ilha alemã Föhr, onde seus quatro membros residem. Antes do início da banda, os irmãos Alexander e Konstantin Rethwisch passaram anos em Los Angeles, um dos motivos pelos quais a banda tem um estilo musical semelhante ao norte-americano.

## História
O nome Stanfour foi escolhido nos Estados Unidos, quando os quatro integrantes frequentavam uma cafeteria. Na xícara de Konstantin estava escrito "Stan" (uma abreviação de seu nome). Durante uma conversa com a garçonete, foi sugerido o nome Stanfour para a banda, que o aprovou e manteve.
Em setembro de 2007 eles lançaram seu single de estréia, "Do It All", que estreou nas paradas alemãs na posição #46. Seu segundo single, "For All Lovers", foi escolhido como tema do programa Nur die Liebe zählt, da Sat. 1, e permaneceu nas paradas por 18 semanas. O terceiro single foi "Desperate" - que mais tarde foi regravada pelo cantor David Archuleta para seu primeiro álbum. Wild Life, o álbum do qual os singles foram retirados, foi liberado em 26 de fevereiro de 2008; ele foi gravado principalmente em Estocolmo, na Suécia, e no estúdio da banda em Föhr, além de Los Angeles.
Stanfour realizou uma tour com John Fogerty e os Backstreet Boys, e tocou em show de Bryan Adams, Daughtry e OneRepublic. Em novembro de 2008, eles foram nomeados "Melhor Revelação" no prêmio musical alemão EinsLive Krone. Entre outubro e novembro de 2009, eles abriram a turnê Foot of the Mountain, da banda a-ha, durante sua passagem pela Alemanha.
Em dezembro de 2009, o segundo álbum Rise and Fall, totalmente produzido e gravado pela própria banda, foi lançado. O primeiro single "Wishing you Well" alcançou a décima posição nas paradas alemãs. Eles gravaram uma versão da canção "Wouldn't Change a Thing", da trilha sonora do filme Camp Rock 2: The Final Jam, com Demi Lovato. Essa versão foi lançada como single na Europa.

## Discografia

### Álbuns
| Ano  | Álbum                                                                        | Melhores posições | Melhores posições | Melhores posições |
| Ano  | Álbum                                                                        | AUT               | ALE               | SUI               |
| ---- | ---------------------------------------------------------------------------- | ----------------- | ----------------- | ----------------- |
| 2008 | Wild Life - Lançado: 29 de fevereiro de 2008 - Gravadora: Vertigo Records    | —                 | 53                | 92                |
| 2009 | Rise and Fall - Lançado: 22 de dezembro de 2009 - Gravadora: Vertigo Records | 36                | 9                 | 20                |
| 2012 | October Sky - Lançado: 11 de maio de 2012 - Gravadora: Vertigo Records       | 49                | 9                 | 36                |

### Singles
| Ano  | Single                                      | Melhores posições | Melhores posições | Melhores posições | Melhores posições | Álbum                      |
| Ano  | Single                                      | AUT               | EUR               | ALE               | SUI               | Álbum                      |
| ---- | ------------------------------------------- | ----------------- | ----------------- | ----------------- | ----------------- | -------------------------- |
| 2007 | "Do It All"                                 | —                 | —                 | 46                | —                 | Wild Life                  |
| 2007 | "For All Lovers"                            | 62                | 94                | 24                | —                 | Wild Life                  |
| 2008 | "Desperate"                                 | —                 | —                 | 55                | —                 | Wild Life                  |
| 2008 | "In Your Arms" (feat. Jill)                 | 26                | 44                | 14                | 21                | Wild Life                  |
| 2009 | "Wishing You Well"                          | 31                | 36                | 10                | 48                | Rise and Fall              |
| 2010 | "Life Without You" (com Esmée Denters)      | 51                | 88                | 25                | 58                | Rise and Fall              |
| 2010 | "Wouldn't Change a Thing" (com Demi Lovato) | 36                | —                 | 28                | —                 | Camp Rock 2: The Final Jam |
| 2010 | "Sail On"                                   | —                 | —                 | 52                | —                 | Rise and Fall              |
| 2012 | "Learning to Breathe"                       | —                 | —                 | 45                | —                 | October Sky                |